# Гуннар Хайнсон
Гуннар Хайнсон (нім. Gunnar Heinsohn; 21 листопада 1943, Готенгафен — 16 лютого 2023, Гданськ) — німецький економіст і соціолог, почесний професор соціальної освіти Бременського університету та журналіст-фрілансер. Він став відомий широкій громадськості через суперечливі тези про політику населення, демографію та хронологічну критику.
Хайнсон зробив публікації на широкий спектр тем, починаючи з економіки, демографії та її зв’язку з політикою безпеки та геноцидом, а також ревізіоністських теорій хронології в традиціях Іммануїла Великовського.
Кілька монографій Хайнсона зустріли сильний резонанс у ЗМІ. Монографія «Чому Аушвіц?» посіла третє місце серед нон-фікшн книжок місяця за версією Süddeutsche Zeitung і NDR у лютому 1995 р.; «Створення богів» посіла перше місце в списку сучасних бестселерів 1997 року.